# Ali Ibadullayev
Ali Ibadullayev (en azéri: Əli Əziz oğlu İbadullayev, né le 11 avril 1951 dans le district d'Amiradjan de Bakou) est un sculpteur et Peintre du peuple de l'Azerbaїdjan.

## Biographie
En 1966-1970, Ali Ibadullayev étudie à l'école d'art d'État Azim Azimzade  et en 1970-1975 il poursuit ses études à l'École supérieure des arts et de l'industrie Stroganov de Moscou. Il est membre de l'Union des peintres de l'URSS et de l'Azerbaïdjan depuis 1978.

## Carrière
Ali Ibadullayev est surtout connu comme sculpteur. Il travaille avec son collègue, Salhab Mammadov, sur la plupart des sculptures depuis 2006. Il crée:
- Mugam (2009, Bakou),
- Monument à Farman Salmanov (2009, Yugra, Russie),
- Khojaly (2011, Berlin),
- Derviches (2011, Bakou),
- Monument à Nizami Gandjavi (2012, Rome),
- Lumières d'Absheron (2012, Bakou),
- Monument de l'amitié Azerbaïdjan-Pologne (2013, Gniezno, Pologne),

Plaque commémorative à l'ingénieur des eaux Stefan Skshyvan (2013, Lodz, Pologne), Plaque commémorative à Rasim Odjagov (2013, Bakou), Monument à Pavel Pototsky (2015, Cracovie, Pologne), Monument à la grenade (2015, Goychay). 
Ses sculptures Ventet Comète, placées devant le Musée d'Art Moderne de Bakou, sont des exemples de ses œuvres indépendantes.
Les peintures abstraites occupent une place importante parmi les créations de l'artiste. A cet égard, ses triptyques à grande échelle tels que, Mugam, Khazar, Volcan, Motif d'Absheron , ainsi que Mouvement, Fleurs roses, Grenade, Vignoble sont remarquables.

## Collections des travaux
En 2011, l'exposition personnelle d'Ali Ibadullayev a eu lieu à Berlin, en Allemagne. Ses œuvres sont conservées dans divers musées en Azerbaïdjan, en Russie, en Allemagne, au Canada et dans des collections privées en Espagne, en Italie, en France, en Belgique, au Danemark, en Suède, aux Pays-Bas, en Grande-Bretagne, en Turquie, en Suisse, au Japon, en Algérie, aux États-Unis, au Venezuela et dans d'autres pays. 

## Prix et distinction
- Artiste du peuple de la République d'Azerbaïdjan - 30 décembre 2015
- Artiste émérite de la République d'Azerbaïdjan - 29 décembre 2006
- Prix du Comité international de la Croix-Rouge – 1996
- Prix "Zirva" - 9 mars 2012